# Florian Kamberi
Florian Kamberi (Lachen, 8 marzo 1995) è un calciatore svizzero naturalizzato albanese, attaccante dell'FC Politehnica Iași.

## Biografia
Nato e cresciuto a Lachen, in Svizzera, è di origini kosovare-albanesi.

## Carriera

### Club

#### Grasshoppers
Cresciuto nelle giovanili del Grasshoppers, dove è rimasto fino al 2015, fa il suo esordio in Super League, la massima serie svizzera, sempre con la maglia del Grasshoppers durante la stagione 2015-2016.

### Nazionale
Fa il suo debutto con la maglia della nazionale svizzera Under-21 il 7 settembre 2015 nella partita valida per le qualificazioni ad Euro 2017 contro il Kazakistan Under-21, partita poi terminata 0-1 per gli elvetici.
Il 6 novembre 2019 riceve la sua prima convocazione dalla nazionale albanese per le partite valide per le qualificazioni agli Europei 2020 rispettivamente contro Andorra e Francia del 14 e 17 novembre 2019.

## Statistiche

### Presenze e reti nei club
Statistiche aggiornate all'8 novembre 2024.
| Stagione               | Squadra                | Campionato             | Campionato | Campionato | Coppe nazionali | Coppe nazionali | Coppe nazionali | Coppe continentali | Coppe continentali | Coppe continentali | Altre coppe | Altre coppe | Altre coppe | Totale | Totale |
| Stagione               | Squadra                | Comp                   | Pres       | Reti       | Comp            | Pres            | Reti            | Comp               | Pres               | Reti               | Comp        | Pres        | Reti        | Pres   | Reti   |
| ---------------------- | ---------------------- | ---------------------- | ---------- | ---------- | --------------- | --------------- | --------------- | ------------------ | ------------------ | ------------------ | ----------- | ----------- | ----------- | ------ | ------ |
| 2013-2014              | Rapperswil-Jona        | 1L                     | 7+2        | 1+0        | CS              | 0               | 0               | -                  | -                  | -                  | -           | -           | -           | 9      | 1      |
| 2014-2015              | Grasshoppers II        | 1L                     | 21         | 15         | -               | -               | -               | -                  | -                  | -                  | -           | -           | -           | 21     | 15     |
| lug.-nov. 2015         | Grasshoppers II        | 1L                     | 3          | 4          | -               | -               | -               | -                  | -                  | -                  | -           | -           | -           | 3      | 4      |
| Totale Grasshoppers II | Totale Grasshoppers II | Totale Grasshoppers II | 24         | 19         |                 | -               | -               |                    | -                  | -                  |             | -           | -           | 24     | 19     |
| 2015-2016              | Grasshoppers           | SL                     | 28         | 3          | CS              | 2               | 0               | -                  | -                  | -                  | -           | -           | -           | 30     | 3      |
| lug.-ago. 2016         | Grasshoppers           | SL                     | 4          | 0          | CS              | 1               | 0               | UEL                | 5                  | 0                  | -           | -           | -           | 10     | 0      |
| 2016-2017              | Karlsruhe              | ZL                     | 15         | 1          | CG              | 0               | 0               | -                  | -                  | -                  | -           | -           | -           | 15     | 1      |
| 2017-gen. 2018         | Grasshoppers           | SL                     | 0          | 0          | CS              | 1               | 3               | -                  | -                  | -                  | -           | -           | -           | 1      | 3      |
| Totale Grasshoppers    | Totale Grasshoppers    | Totale Grasshoppers    | 32         | 3          |                 | 4               | 3               |                    | 5                  | 0                  |             | -           | -           | 41     | 6      |
| gen.-giu. 2018         | Hibernian              | SP                     | 14         | 9          | SC+SLC          | 0+0             | 0               | -                  | -                  | -                  | -           | -           | -           | 14     | 9      |
| 2018-2019              | Hibernian              | SP                     | 33         | 8          | SC+SLC          | 3+1             | 1+0             | UEL                | 6                  | 4                  | -           | -           | -           | 43     | 13     |
| 2019-gen. 2020         | Hibernian              | SP                     | 20         | 3          | SC+SLC          | 2+5             | 0+5             | -                  | -                  | -                  | -           | -           | -           | 27     | 8      |
| Totale Hibernian       | Totale Hibernian       | Totale Hibernian       | 67         | 20         |                 | 11              | 6               |                    | 6                  | 4                  |             | -           | -           | 84     | 30     |
| gen.-giu. 2020         | Rangers                | SP                     | 6          | 1          | SC+SLC          | 0+0             | 0               | UEL                | 3                  | 0                  | -           | -           | -           | 9      | 1      |
| 2020-feb. 2021         | San Gallo              | SL                     | 8          | 0          | CS              | 0               | 0               | UEL                | 1                  | 0                  | -           | -           | -           | 9      | 0      |
| feb.-giu. 2021         | Aberdeen               | SP                     | 11         | 0          | SC+SLC          | 3+0             | 1               | UEL                | -                  | -                  | -           | -           | -           | 14     | 1      |
| 2021-2022              | Sheffield Weds         | FL1                    | 23         | 4          | FACup+CdL+FLT   | 2+0+2           | 0+0+1           | -                  | -                  | -                  | -           | -           | -           | 27     | 5      |
| 2022-gen. 2023         | Winterthur             | SL                     | 13         | 1          | CS              | 2               | 1               | -                  | -                  | -                  | -           | -           | -           | 15     | 2      |
| gen.-giu. 2023         | Huddersfield Town      | FLC                    | 1          | 0          | FACup+CdL       | 1+0             | 1               | -                  | -                  | -                  | -           | -           | -           | 2      | 1      |
| ott. 2023-gen. 2024    | Slaven Belupo          | 1. HNL                 | 5          | 0          | CC              | 1               | 0               | -                  | -                  | -                  | -           | -           | -           | 6      | 0      |
| 2024-2025              | FC Politehnica Iași    | L1                     | 12         | 2          | CR              | 0               | 0               | -                  | -                  | -                  | -           | -           | -           | 12     | 2      |
| Totale carriera        | Totale carriera        | Totale carriera        | 224+2      | 52+0       |                 | 26              | 13              |                    | 15                 | 4                  |             | -           | -           | 267    | 69     |

### Cronologia presenze e reti in nazionale
| Cronologia completa delle presenze e delle reti in nazionale ― Svizzera under 21 | Cronologia completa delle presenze e delle reti in nazionale ― Svizzera under 21 | Cronologia completa delle presenze e delle reti in nazionale ― Svizzera under 21 | Cronologia completa delle presenze e delle reti in nazionale ― Svizzera under 21 | Cronologia completa delle presenze e delle reti in nazionale ― Svizzera under 21 | Cronologia completa delle presenze e delle reti in nazionale ― Svizzera under 21 | Cronologia completa delle presenze e delle reti in nazionale ― Svizzera under 21 | Cronologia completa delle presenze e delle reti in nazionale ― Svizzera under 21 |
| Data                                                                             | Città                                                                            | In casa                                                                          | Risultato                                                                        | Ospiti                                                                           | Competizione                                                                     | Reti                                                                             | Note                                                                             |
| -------------------------------------------------------------------------------- | -------------------------------------------------------------------------------- | -------------------------------------------------------------------------------- | -------------------------------------------------------------------------------- | -------------------------------------------------------------------------------- | -------------------------------------------------------------------------------- | -------------------------------------------------------------------------------- | -------------------------------------------------------------------------------- |
| 7-9-2015                                                                         | Almaty                                                                           | Kazakistan under 21                                                              | 0 – 1                                                                            | Svizzera under 21                                                                | Qual. Europeo Under-21 2017                                                      | -                                                                                | 80’                                                                              |
| 26-3-2016                                                                        | Thun                                                                             | Svizzera under 21                                                                | 1 – 1                                                                            | Inghilterra under 21                                                             | Qual. Europeo Under-21 2017                                                      | 1                                                                                |                                                                                  |
| 6-9-2016                                                                         | Sarajevo                                                                         | Bosnia ed Erzegovina under 21                                                    | 0 – 0                                                                            | Svizzera under 21                                                                | Qual. Europeo Under-21 2017                                                      | -                                                                                | 61’                                                                              |
| 7-10-2016                                                                        | Drammen                                                                          | Norvegia under 21                                                                | 2 – 1                                                                            | Svizzera under 21                                                                | Qual. Europeo Under-21 2017                                                      | -                                                                                | 53’                                                                              |
| Totale                                                                           |                                                                                  | Presenze                                                                         | 4                                                                                |                                                                                  | Reti                                                                             | 1                                                                                |                                                                                  |

## Palmarès

### Individuale
- Capocannoniere della Scottish League Cup: 1

2019-2020 (5 reti, alla pari con Kevin Nisbet)